# Webster Peaks, Västantarktis
Webster Peaks är en bergstopp i Antarktis. Den ligger i Västantarktis. Argentina, Chile och Storbritannien gör anspråk på området. Toppen på Webster Peaks är 1 065 meter över havet.
Terrängen runt Webster Peaks är kuperad åt nordväst, men åt sydost är den bergig. Havet är nära Webster Peaks åt nordost. Trakten är obefolkad. Det finns inga samhällen i närheten. 